# Puryong
Puryong (Hán Việt: Phú Ninh) là một huyện của tỉnh Hamgyong Bắc tại Cộng hòa Dân chủ Nhân dân Triều Tiên. Hầu hết diện tích của huyện là đồi núi, có dãy núi Hamgyong cũng các múi núi ngoại vi của nó chạy ngang qua. Đỉnh cao nhất là Kosŏngsan (Chosŏn'gŭl: 고성산, Hancha: 姑城山), 1.754 mét trên mực nước biển. Dòng suối chính của huyện là Susŏgch'ŏn (Chosŏn'gŭl: 수성천. Hancha: 輸城川).
90% diện tích Puryong là đất rừng. Một số loài động vật có vú sống trong khu vực huyện như chồn Mactet, gấu nâu, và báo Amur. Khí hậu của huyện chịu ảnh hưởng của cả đại dương và lục địa.
Kinh tế của huyện phụ thuộc vào gia công kim loại, khai mỏ và sản xuất điện năng. Các loại tài nguyên gồm vàng, đồng, quartzit và đá vôi. Các Thung lũng nằm giữa các ngọn núi là nơi trồng các loại cây như ngô, đỗ tương, lúa gạo, lúa mì, lúa mạch. Các cánh đồng lúa gạo chỉ chiếm 2% diện tích của huyện. Puryong có hai tuyến đường sắt chạy qua là Hambuk và Musan.
Puryong là một trong lục trấn (tiếng Triều Tiên: 육진; Hancha: 六鎭) được thành lập dưới thời vua Thế Tông (1418–1450) để bảo vệ thần dân trước những kẻ thù người Hán và người Mãn du mục tại Mãn Châu.
Năm 2008, dân số toàn huyện Puryong là 48.958 người (23.241 nam và 25.717 nữ), trong đó, dân cư đô thị là 38.118 người (77,9%) còn dân cư nông thôn là 10.840 người (22,1%).